# Ceratoscopelus maderensis
Espèce
Ceratoscopelus maderensis est une espèce des poissons téléostéens.